# ВК Партизан
ВК Партизан је најтрофејнији српски ватерполо клуб из Београда и део је ЈСД Партизан. Током свог постојања остварио је много импресивних резултата, освојивши све домаће и интернационалне титуле које је могао да освоји.

## Историја
Ватерполо клуб Партизан је основан 1946. године. Један је од најуспешнијих клубова спортског друштва. Партизан је двадесет и девет пута био национални првак, а национални куп је освајао двадесет и пет пута. Седам пута је био првак Европе. Такође је освајао и два пута Суперкуп Европе, Лен Куп, Куп победника купова, Медитерански куп и два пута Евроинтер лигу.
За Партизан је играо велики број истакнутих играча. Неки од њих су : Милан Мушкатировић, Борис Чуквас, Ђорђе Перишић (који се такође такмичио и у пливању), Мирко Сандић, Урош Маровић, Зоран Јанковић, Ратко Рудић, Душан Антуновић, Никола Стаменић, Синиша Беламарић, Предраг Манојловић, Ненад Манојловић, Милорад Кривокапић, Душан Поповић, Анто Васовић, Драган Андрић, Игор Гочанин, Горан Рађеновић, Васо Суботић, Дејан Удовичић, Александар Шоштар, Петар Трбојевић, Игор Милановић, Никола Куљача, Денис Шефик, Дејан Савић, Данило Икодиновић, Живко Гоцић, Вања Удовичић, Владимир Вујасиновић, Југослав Васовић, Слободан Никић, Филип Филиповић, Андрија Прлаиновић, Душко Пијетловић, Душан Мандић ...
Партизан су водили познати тренери : Борис Чуквас, Влахо Орлић, Мирко Сандић, Ратко Рудић, Душан Антуновић, Синиша Беламарић, Љубиша Мечкић, Ненад Манојловић, Дејан Јововић, Дејан Удовичић, Игор Милановић, Владимир Вујасиновић, Небојша Давидовић...

## Успеси
| Такмичење                                | Такмичење                          | Број                               | Година |
| Национална такмичења — 60                | Национална такмичења — 60          | Национална такмичења — 60          | Национална такмичења — 60 |
| Национално првенство — 29 (рекорд)       | Национално првенство — 29 (рекорд) | Национално првенство — 29 (рекорд) | Национално првенство — 29 (рекорд) |
| ---------------------------------------- | ---------------------------------- | ---------------------------------- | --- |
| Првенство СФР Југославије                | Првак                              | 17                                 | 1962/63, 1963/64, 1964/65, 1965/66, 1967/68, 1969/70, 1971/72, 1972/73, 1973/74, 1974/75, 1975/76, 1976/77, 1977/78, 1978/79, 1983/84, 1986/87, 1987/88. |
| Првенство СФР Југославије                | Други                              | 8                                  | 1961/62, 1966/67, 1968/69, 1970/71, 1980/81, 1984/85, 1988/89, 1989/90.                                                                                  |
| Првенство СФР Југославије                | Трећи                              | 3                                  | 1946, 1981/82, 1990/91. |
| Првенство СР Југославије                 | Првак                              | 2                                  | 1994/95, 2001/02. |
| Првенство СР Југославије                 | Други                              | 9                                  | 1991/92, 1992/93, 1993/94, 1996/97, 1997/98, 1998/99, 1999/00, 2004/05, 2005/06.                                                                         |
| Првенство СР Југославије                 | Трећи                              | 3                                  | 1995/96, 2000/01, 2002/03. |
| Првенство Србије и Црне Горе             | Првак                              | 0                                  | / |
| Првенство Србије и Црне Горе             | Други                              | 2                                  | 2004/05, 2005/06. |
| Првенство Србије                         | Првак                              | 10                                 | 2006/07, 2007/08, 2008/09, 2009/10, 2010/11, 2011/12, 2014/15, 2015/16, 2016/17, 2017/18.                                                                |
| Првенство Србије                         | Други                              | 0                                  | / |
| Првенство Србије                         | Трећи                              | 2                                  | 2012/13, 2013/14. |
| Зимско национално првенство — 6 (рекорд) |                                    |                                    | |
| Зимско првенство СФР Југославије         | Првак                              | 6                                  | 1963, 1965, 1968, 1969, 1971, 1972. |
| Зимско првенство СФР Југославије         | Други                              | 3                                  | 1961, 1964, 1970. |
| Национални куп — 25 (рекорд)             |                                    |                                    | |
| Куп СФР Југославије                      | Победник                           | 11                                 | 1973, 1974, 1975, 1976, 1977, 1979, 1984/85, 1986/87, 1987/88, 1989/90, 1990/91.                                                                         |
| Куп СФР Југославије                      | Финалиста                          | 2                                  | 1980, 1981. |
| Куп СР Југославије                       | Победник                           | 5                                  | 1991/92, 1992/93, 1993/94, 1994/95, 2001/02. |
| Куп СР Југославије                       | Финалиста                          | 1                                  | 1997/98. |
| Куп Србије и Црне Горе                   | Победник                           | 0                                  | / |
| Куп Србије и Црне Горе                   | Финалиста                          | 2                                  | 2004/05, 2005/06. |
| Куп Србије                               | Победник                           | 9                                  | 2006/07, 2007/08, 2008/09, 2009/10, 2010/11, 2011/12, 2015/16, 2016/17, 2017/18.                                                                         |
| Куп Србије                               | Финалиста                          | 2                                  | 2012/13, 2014/15. |
| Регионална такмичења — 3                 |                                    |                                    | |
| Медитерански куп                         | Победник                           | 1                                  | 1989. |
| Медитерански куп                         | Финалиста                          | 0                                  | / |
| Евроинтер лига                           | Победник                           | 2                                  | 2009/10, 2010/11. |
| Евроинтер лига                           | Финалиста                          | 0                                  | / |
| Јадранска лига                           | Победник                           | 0                                  | / |
| Јадранска лига                           | Финалиста                          | 0                                  | / |
| Јадранска лига                           | Полуфинале                         | 1                                  | 2016/17. |
| Континентална такмичења — 11             |                                    |                                    | |
| Лига шампиона (Куп шампиона / Евролига)  | Победник                           | 7                                  | 1963/64, 1965/66, 1966/67, 1970/71, 1974/75, 1975/76, 2010/11.                                                                                           |
| Лига шампиона (Куп шампиона / Евролига)  | Финалиста                          | 3                                  | 1964/65, 1972/73, 1979/80. |
| Лига шампиона (Куп шампиона / Евролига)  | Полуфинале                         | 11                                 | 1968/69, 1973/74, 1976/77, 1977/78, 1984/85, 1987/88, 1988/89, 2006/07, 2009/10, 2012/13, 2013/14.                                                       |
| Куп Европе                               | Победник                           | 1                                  | 1997/98. |
| Куп Европе                               | Финалиста                          | 1                                  | 2004/05. |
| Куп победника купова                     | Победник                           | 1                                  | 1990/91. |
| Куп победника купова                     | Финалиста                          | 0                                  | / |
| Суперкуп Европе                          | Победник                           | 2                                  | 1990/91, 2011/12. |
| Суперкуп Европе                          | Финалиста                          | 1                                  | 1976/77. |
| Остала такмичења                         |                                    |                                    | |
| Том Хоад куп                             | Победник                           | 2                                  | 2006, 2011. |
| Том Хоад куп                             | Други                              | 0                                  | / |

## Новији резултати
| Сезона   | Првенство Србије | Куп Србије | Регионално такмичење                     | Европско такмичење                              |
| -------- | ---------------- | ---------- | ---------------------------------------- | ----------------------------------------------- |
| 2017/18. | Првак            | Победник   | Јадранска лига — 6. место                | Лига шампиона — Групна фаза (8. место, група А) |
| 2018/19. | Полуфинале       | Полуфинале | Јадранска лига — 9. место                | Куп Европе — Квалификације (3. место, група А)  |
| 2019/20. | није одиграно    | Полуфинале | Јадранска лига — 10. место               | Куп Европе — Квалификације (3. место, група Д)  |
| 2020/21. | Четвртфинале     | Полуфинале | Јадранска лига — 5. место, група Београд | —                                               |
| 2021/22. | 4. место         | Полуфинале | Јадранска лига — 7. место                | —                                               |
| 2022/23. | 4. место         | Полуфинале | Јадранска лига — 9. место                | Куп Европе — Осмина финала                      |
| 2023/24. | У току           | Полуфинале | Јадранска лига — У току                  | Куп Европе — Квалификације (3. место, група Ф)  |

## Састав тима који је освојио седму титулу европског првака
| Број                                 | Играч                | Позиција     |
| ------------------------------------ | -------------------- | ------------ |
| 1                                    | Слободан Соро        | голман       |
| 2                                    | Теодорос Хаџитеодору | лева страна  |
| 3                                    | Никола Рађен         | бек          |
| 4                                    | Милош Королија       | центар       |
| 5                                    | Милан Алексић        | бек          |
| 6                                    | Душко Пијетловић     | центар       |
| 7                                    | Андрија Прлаиновић   | лева страна  |
| 8                                    | Александар Радовић   | лева страна  |
| 9                                    | Душан Мандић         | десна страна |
| 10                                   | Стефан Митровић      | лева страна  |
| 11                                   | Владимир Вујасиновић | бек          |
| 12                                   | Милош Ћук            | лева страна  |
| 13                                   | Стефан Живојиновић   | голман       |
| Стручни штаб                         |                      |              |
| Тренер: Игор Милановић               |                      |              |
| Помоћни тренер: Урош Стевановић      |                      |              |
| Тренер голмана: Никола Радојичић     |                      |              |
| Кондициони тренер: Владимир Павловић |                      |              |
| Током сезоне наступали               |                      |              |
| 9                                    | Марко Аврамовић      | бек          |
| 14                                   | Никола Дедовић       | бек          |
| 15                                   | Алекса Шапоњић       | лева страна  |

## Истакнути бивши играчи
| - Божо Гркинић - Владимир Полић - Мартин Габричевић - Андрија Бановић - Борис Шканата - Бруно Цвитан - Иво Стела - Северин Бијелић - Велимир Трбојевић - Зоран Стефановић - Божидар Новаковић - Рајко Игњачевић - Зоран Братуша - Вукан Ружић - Перо Симатовић - Душан Ћоровић - Војислав Уцовић - Драган Андрић - Душан Антуновић - Борис Чуквас - Драган Чоловић - Синиша Беламарић - Анто Васовић - Југослав Васовић - Игор Гочанин - Дејан Дабовић - Никола Стаменић - Феличе Тедески - Бранко Живковић - Предраг Зимоњић - Предраг Михаиловић - Владимир Ивковић - Данило Икодиновић - Зоран Јанковић - Милорад Кривокапић - Жарко Петровић - Ђорђе Поповић - Андрија Прлаиновић - Гојко Пијетловић - Дејан Перишић - Владимир Ђукић - Матеј Настран - Живко Гоцић - Урош Гановић - Дејан Дреновац - Предраг Манојловић - Урош Маровић - Владимир Латковић - Јанко Гузијан - Владимир Вујасиновић - Александар Радовић - Милош Вукићевић - Слободан Соро - Зоран Миленковић - Димитрије Обрадовић - Урош Чучковић - Никола Дедовић |  | - Владимир Петковић - Драгослав Шиљак - Иво Орлић - Стјепо Дувњак - Гојко Маровић - Велимир Јовановић - Александар Араницки - Иван Араницки - Крунослав Суботић - Јарослав Хруда - Влахо Орлић - Озрен Боначић - Горан Милићевић - Дарко Шаренац - Милош Марковић - Ненад Манојловић - Игор Милановић - Милан Мушкатировић - Ненад Манић - Милош Вуковић - Слободан Никић - Ђорђе Перишић - Зоран Петровић - Маринко Роје - Душан Поповић - Горан Рађеновић - Александар Николић - Никола Рибић - Александар Шапић - Ђорђе Пејчић - Марко Мићић - Младен Манојловић - Славко Гак - Немања Марјан - Милош Секулић - Мирослав Крстовић - Михајло Королија - Ђорђе Филиповић - Душан Дамјановић - Ненад Петровић - Срђан Аксентијевић - Душко Пијетловић - Рајан Бејли - Филип Филиповић - Ратко Рудић - Дејан Савић - Мирко Сандић - Мирослав Софијанић - Милан Алексић - Милош Королија - Петар Обрадовић - Лука Шапоњић - Петар Филиповић - Душан Мандић - Никола Томашевић - Стефан Живојиновић - Иван Басара |  | - Бранимир Глиџић - Никола Ђорђевић - Душан Хаџивуковић - Тодор Гојков - Михаило Шаин - Љубиша Мечкић - Зоран Аврамовић - Бранислав Трајковић - Синиша Шегрт - Жељко Кривокапић - Васо Суботић - Витомир Падован - Петар Трбојевић - Дарко Удовичић - Дејан Удовичић - Вања Удовичић - Драган Јовановић - Денис Шефик - Александар Шоштар - Мирко Брадајић - Милан Тадић - Никола Куљача - Ристо Маљковић - Владимир Марковић - Бобан Антонијевић - Петар Ивошевић - Борис Жупановић - Иво Жупановић - Борис Поповић - Душан Крстић - Никола Рађен - Марко Аврамовић - Марко Ћук - Војислав Вејзагић - Јован Цакић - Теодорос Хаџитеодору - Чедомир Драшковић - Предраг Вранеш - Стефан Митровић - Бранислав Митровић - Миљан Чоловић - Милан Тичић - Ђорђе Башић - Лука Мирковић - Иван Рацков - Јуре Настран - Алекса Шапоњић - Предраг Јокић - Марко Матовић - Милош Ћук - Димитрије Ристичевић - Лукас Гилен - Немања Вицо - Гаврил Суботић - Драшко Гогов - Матеја Асановић - Димитрис Тикас - Лука Гладовић |

## Истакнути бивши тренери
| - Божо Гркинић - Иван Араницки - Борис Чуквас - Влахо Орлић - Душан Антуновић - Мирко Сандић - Синиша Беламарић - Никола Стаменић - Ратко Рудић - Љубиша Мечкић | - Ненад Манојловић - Дејан Јововић - Дејан Удовичић - Ненад Василевски - Игор Милановић - Урош Стевановић - Владимир Вујасиновић - Зоран Миленковић - Небојша Давидовић - Милош Королија |